# Augusto Barrado y Carroggio
Augusto Barrado y Carroggio (Sevilla, 10 de diciembre de 1863 - n/d) Periodista, crítico musical, escritor y traductor español.
Nació en Sevilla, en la calle de Tetuán, número 7, el 10 de diciembre de 1863. Estudió el Bachillerato, cursó Derecho en la Universidad de Salamanca y se licenció en 1891. Con anterioridad había cursado la carrera musical en el Conservatorio de Madrid. 
Su decidida vocación periodística le hizo abandonar bien pronto el ejercicio de ambas carreras para consagrar casi todas sus actividades a la prensa. A partir de 1891 colaboró asiduamente en El Adelanto, de Salamanca, trasladándose en 1894 a Madrid e ingresando en 1896 en la redacción de La Época, donde, por sus conocimientos de los principales idiomas (francés, inglés, alemán e italiano), desempeñó durante dieciocho años la sección de "Extranjero", sin perjuicio de publicar en el mismo diario gran número de cuentos, crónicas y otros trabajos puramente literarios.
Al quedar vacante en La Época el puesto de crítico musical, hubo de confiársele interinamente, y luego, por renuncia de Cecilio Roda, definitivamente, llegando a adquirir, en los doce años que lo ocupó, considerable autoridad y prestigio. 
En 1919, y por razones de salud, abandonó las tareas periodísticas activas, en la parte musical, para dedicarse a trabajos de biografía y bibliografía artística, en los que se especializó, llegando a formar parte del cuerpo de colaboradores musicógrafos de la Enciclopedia Universal Ilustrada que edita la Casa Espasa de Barcelona.

## Obras
Realizó una vasta labor literaria, tanto en La Época como en las revistas Alrededor del Mundo, Por esos Mundos, Mundo Gráfico, Nuevo Mundo y La Esfera, de la que, desde su fundación, fue redactor-jefe. Firmó sus trabajos de divulgación científica en La Esfera con el seudónimo A. Reader.
Tradujo a numerosos autores ingleses y norteamericanos. Hizo las primeras versiones en lengua española de Mark Twain, Wells y Havelock Ellis. 
Realizó un extenso estudio sobre Polifonistas españoles de los siglos XVI y XVII.

### Traducciones
- Mark Twain (1922). El prometido de Aurelia: narraciones humorísticas (Augusto Barrado, trad.). Madrid: Noticiero-Guía de Madrid.